# Король Богемії

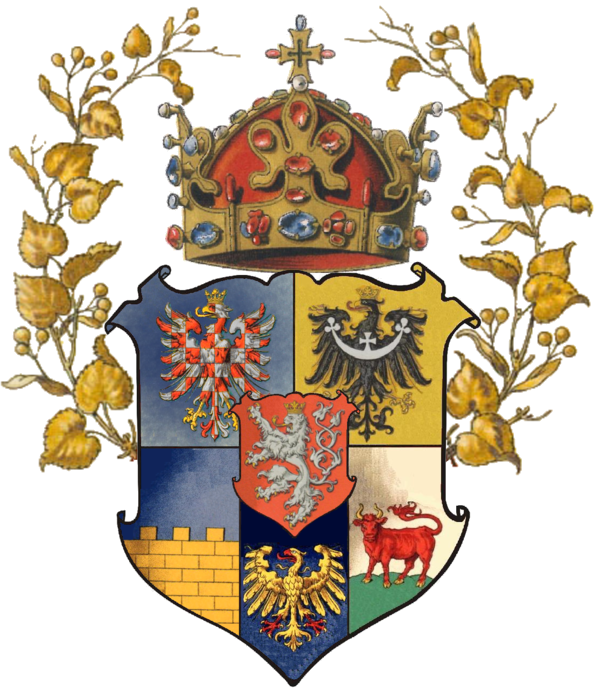
Герб земель Богемської корони (кінець XIX ст.)

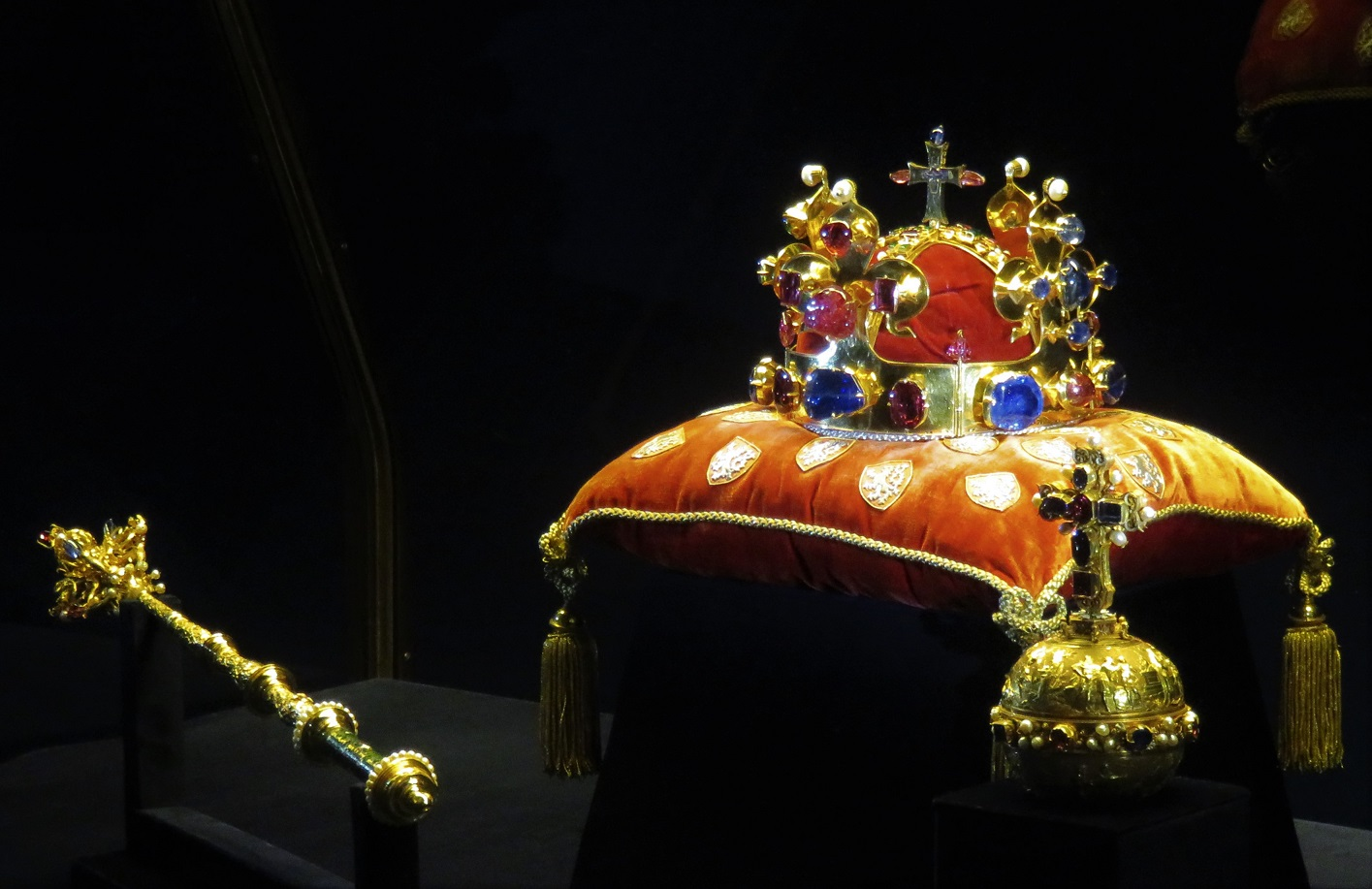
Коронаційні клейноди королів Богемії

Коро́ль Боге́мії (лат. Boemie Rex, ст.-нім. Kunig zu Behem), або Че́ський коро́ль (чеськ. Český Král) — титул правителя Богемського (чеського) королівства та всіх спадкових земель Богемської Корони. Існував у XI—XX ст.
Вперше згадується 1085 року як особистий титул богемського князя Вратислава II. Як спадковий титул використовувався з 1203 року богемським князем Оттокаром I з династії Пржемисловичей. Переходив у спадок до різних аристократичних домів Європи: Люксембурзького, Ягелонського, Віттельсбахського, Габсбурзького та інших. Багато богемських королів одночасно були імператорами Священної Римської імперії, а після її ліквідації імператорорами Австрії, також королями Угорщини, Хорватії, Галичини та Володимирії та мали інші титули. Останнім правлячим королем Богемії був Карл III, відомий як імператор Австрії Карл І. Регаліями влади слугували королівські клейноди Богемії, найважливішим з яких була корона святого Вацлава.

## Клейноди

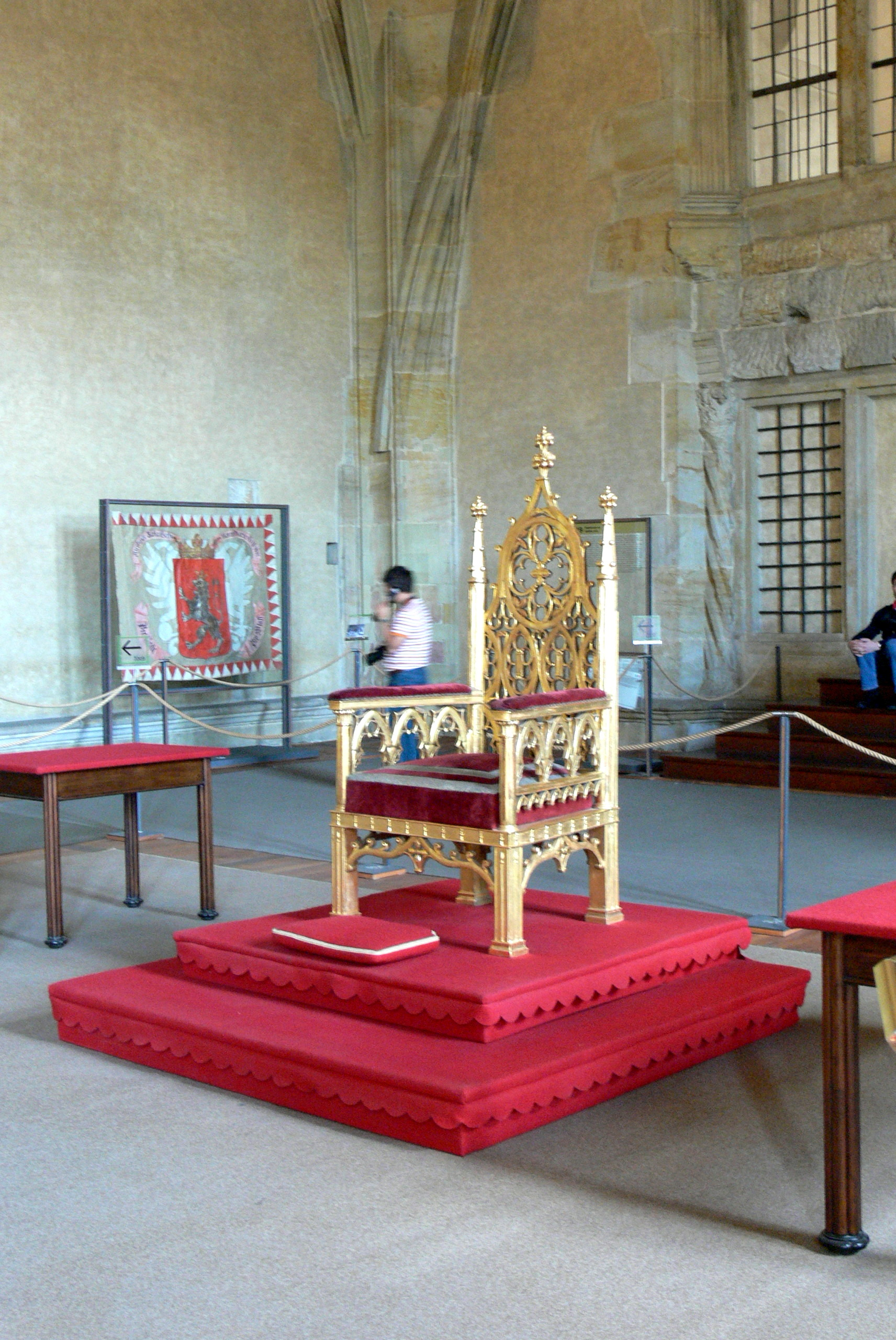
Королівський престол (Празький замок, Владиславський зал)

- Корона святого Вацлава
- Королівське яблуко (держава)
- Королівський жезл (скіпетр)
- Коронаційний хрест[cz]
- Меч святого Вацлава[cz]
- Королівська мантія
- Королівський престол

## Повноваження
Королі мали наступні повноваження:
- Король Богемії мав найвищу політичну владу в країні, включно із оголошенням воєн та укладанням мирних договорів.
- Король очолював армію, організовував оборону.
- Мав найвищу законодавчу владу в державі, що дозволяло йому ухвалювати закони та укази, також він мав змінювати існуючі закони. Законодавча влада короля часто підтверджувалася або обмежувалася Богемським сеймом(інші мови).
- Король виступав вищим суддею у державі і мав право остаточного рішення в судових справах, особливо у справах, що стосувалися благородних осіб і великих землевласників. Коли виникали конфлікти між вельможами, саме король займався їх вирішення.
- Король Богемії контролював збір державних податків та управління фінансовою системою країни.
- Мав значний вплив на релігійні справи, співпрацюючи з Церквою та впроваджуючи релігійні реформи у державі.

## Резиденції

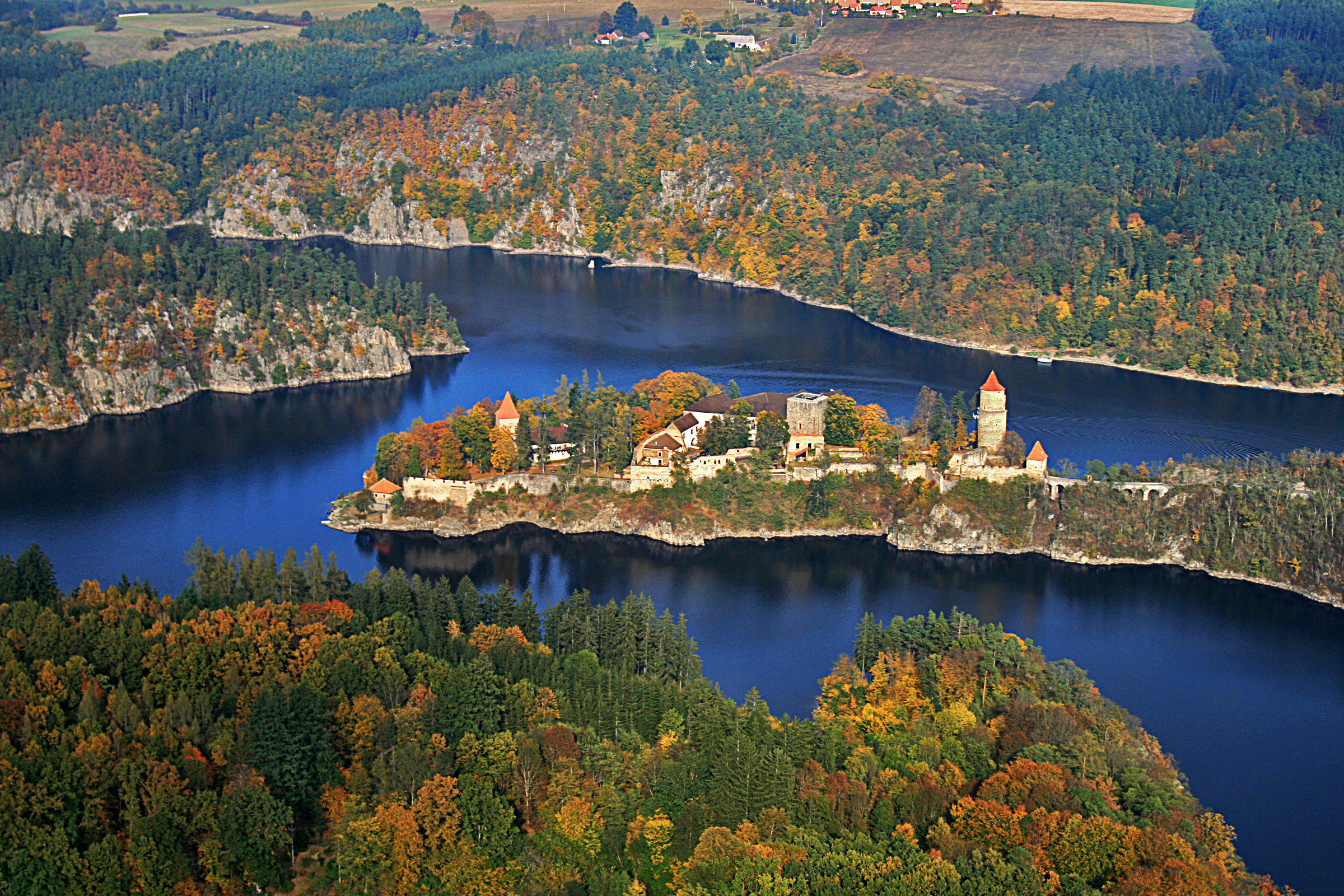
Замок Звіков

- Празький град (Прага). Був головною резиденцією чеських королів з X ст. Тут коронувалися багато монархів, зокрема, Карл I та Рудольф II. Празький Град залишається символом чеської державності і сьогодні є резиденцією президента Чехії.
- Карлштейн (поблизу Праги). Середньовічний замок, зведений Карлом I у XIV ст. Відомий як місце зберігання королівських регалій та святих реліквій. Замок був важливим місцем для урочистих церемоній і паломництва.
- Кршивоклат[cz] (округ Раковник). Один із найстаріших королівських замків, що згадується з XII ст. Він був мисливською резиденцією та місцем ув'язнення впливових осіб.
- Градек[cz] (Кутна Гора). Місто, де знаходився королівський монетний двір, який випускав срібні монети (празькі гроші). Королі часто відвідували це місто через його економічне значення.
- Оломоуцький замок[cz] (Оломоуць). Важливий центр влади в Моравії, де зупинялися чеські королі під час подорожей.
- Звіков[cz] (округ Пісек). Неприступний замок, що мав стратегічне розташування. Використовувався як резиденція Отокаром II.
- Замок Локет (біля Карлових Вар). Середньовічний замок, який був тимчасовою резиденцією королів, зокрема Карла I.
- Тршебоньський замок[cz] (Тршебонь). Резиденція пов'язана з Рожмберками, які були наближеними до королівської влади.
- Конопіште (поблизу Праги). Був резиденцією ерцгерцога Франца Фердинанда, але й до цього використовувався королівськими родинами.
- Збраславський монастир (Збраслав, район Праги). Заснований Вацлавом II у XIII ст. Був літньою резиденцією деяких королів. Некрополь останніх членів династії Пржемисловичей.

## Список

### Пржемисловичі
- 1198—1230: Отокар I
- 1230—1253: Вацлав I
- 1253—1278: Отокар II
- 1278—1305: Вацлав II, також польський король
- 1305—1306: Вацлав III

### Королі з різних родин
- 1306: Генріх Хорутанський
- 1306—1307: Рудольф III Габсбург
- 1307—1310: Генріх Хорутанський

### Люксембурзький дім
- 1310—1346: Ян I Сліпий (люксембурзький граф)
- 1346—1378: Карл І (імператор Священної Римської імперії Карл IV)
- 1378—1419: Вацлав IV (король римлян)
- 1419—1437: Сигізмунд I Люксембург (імператор Священної Римської імперії)

### Корибутовичі
- ?—?: Сигізмунд Корибутович

### Габсбурги
- 1437—1439: Альбрехт (угорський король Альбрехт II)
- 1453—1457: Владислав I (угорський король)

### Подебрадські
- 1458—1471: Юрій Подебрадський

### Гуняді
- 1469—1490: Матвій І (угорський король Матяш Корвін)

### Ягеллони
- 1471—1516: Владислав II
- 1516—1526: Людовик (угорський король Людовик II Ягеллончик)

### Габсбурги
- 1526—1564: Фердинанд І (імператор Священної Римської імперії)
- 1564—1576: Максиміліан I (імператор Священної Римської імперії Максиміліан II)
- 1576—1612: Рудольф II (імператор Священної Римської імперії)
- 1612—1615: Матвій II (імператор Священної Римської імперії Матвій)
- 1615—1619: Фердинанд II (імператор Священної Римської імперії)

### Віттельсбахи
- 1619—1620: Фрідріх І (пфальцький курфюрст Фрідріх V)

### Габсбурги
- 1620—1637: Фердинанд II (імператор Священної Римської імперії)
- 1637—1657: Фердинанд III (імператор Священної Римської імперії)
- 1646—1654: Фердинанд IV (король римлян)
- 1657—1705: Леопольд I (імператор Священної Римської імперії)
- 1705—1711: Йозеф I Габсбург (імператор Священної Римської імперії)
- 1711—1740: Карл II (імператор Священної Римської імперії Карл VI)
- 1740—1741: Марія-Терезія (імператриця Священної Римської імперії)

### Віттельсбахи
- 1741—1743: Карл-Альбрехт (імператор Священної Римської імперії Карл VII)

### Габсбурги
- 1743—1780: Марія-Терезія (австрійська імператриця)

### Габсбурзько-Лотаринзький дім
- 1780—1790: Йосиф II (австрійський імператор)
- 1790—1792: Леопольд II(австрійський імператор)
- 1792—1835: Франц II (австрійський імператор)
- 1835—1848: Фердинанд V (австрійський імператор Фердинанд I)
- 1848—1916: Франц Йосиф I (австрійський імператор)
- 1916—1918: Карл III (австрійський імператор Карл І)